# To Chrystus przechodzi
To Chrystus przechodzi – zbiór homilii św. Josemarii Escrivy, założyciela Opus Dei. Wydana w 1973 r. w języku hiszpańskim. Zawiera 18 homilii, wygłoszonych podczas różnych świąt liturgicznych obecnych w ciągu roku liturgicznego.
Jej łączny światowy nakład w różnych językach, to 500 tys. egzemplarzy (2005). Po polsku ukazało się ponad 20 tys. egzemplarzy.